# فردیناند گئورگ فروبنیوس
فردیناند گئورگ فروبنیوس (به انگلیسی: Ferdinand Georg Frobenius) (۲۶ اکتبر ۱۸۴۹–۳ اوت ۱۹۱۷)، یک ریاضی‌دان آلمانی بود که شهرتش به دلیل کمک‌هایی بود که به نظریه توابع بیضوی، معادلات دیفرانسیل، نظریه اعداد، و نظریه گروه‌ها نمود. همچنین به خاطر اتحادهای دترمینانی به نام فرمول‌های فروبنیوس-استیکلبرگر، توابع بیضوی حاکم، و توسعه نظریه فرم‌های دو-مربعی نیز شهرت دارد. همچنین او اولین کسی بود که مفهوم تخمین‌های منطقی توابع را معرفی نمود (اکنون به تقریبات پد معروفند)، اولین اثبات کامل برای قضیه کیلی-همیلبتون را ارائه نمود. همچنین وی نام خود را بر روی برخی از اشیاء دیفرانسیلی-هندسی در ریاضی فیزیک مدرن به نام منیفلدهای فروبنیوس نهاد.